# Battle, East Sussex
Battle este un oraș în comitatul East Sussex, regiunea South East, Anglia. Orașul se află în districtul Rother. 
Orașul este situat la 8 km de Hastings, în apropierea locului de desfășurtare a bătăliei de la Hastings în utma căreia William Cuceritorul a devenit rege al Angliei. Numele orașului provine de la mănăstirea construită în 1095 pentru a comemora bătălia, mănăstirea în jurul căreaia actualul oraș Battle s-a dezvoltat. 